# Proves de caixa negra
Les proves de caixa negra (en anglès black box testing o functional testing) són un tipus de proves de programari que es basen en la creació dels casos de proves analitzant l'especificació del component., ignorant el funcionament intern del sistema o component, centrant-se en les sortides generades basant-se en unes entrades i condicions d'execució concretes.

## Tècniques de disseny de proves
Les tècniques més típiques de disseny de proves caixa negra són:
- Particions equivalents
- Anàlisi dels valors límit
- Taules de decisió
- Proves per parells
- Taules de transició d'estats
- Proves de casos d'ús
- Proves de funcionalitats creuades

## Planificació de les proves
Pla de proves segons IEEE 829-2008 “Standard for Software and System Test Documentation: (http://monicabuj.com/optimitzacio-de-programari/)
- Identificador del pla de proves
- Descripció del pla de proves
- Elements del programari a provar
- Elements del programari que no s’han de provar
- Estratègia del pla de proves
- Definició de la configuració del pla de proves
- Documents a lliurar
- Tasques especials
- Recursos
- Responsables i Responsabilitats
- Calendari del pla de proves

## Disseny de les proves
Tipus de proves. Mètodes, Tècniques i Estratègies (http://monicabuj.com/optimitzacio-de-programari/)
- Estructurals o de capsa blanca: cobertura de flux de control i compexitat ciclomàtica (CC = nombre de branques – nombre de nodes + 2)
- Funcionals o de capsa negra: classes d’equivalència, anàlisi dels valors límit, estudi d’errors típics, maneig d’interfície gràfica, dades aleatòries
- D’integració: proves d’integració ascendent i proves d’integració incrementals descendents
- De càrrega i acceptació: proves alfa i proves beta
- De sistema i de seguretat: proves de rendiment, proves de resistència, de robustesa, de seguretat, d’usabilitat, d’instal·lació
- De regressió i de fum

Proves unitàries (capsa blanca o capsa negra)